# Новопетрівка (Роздільнянський район)
Новопетрі́вка — село в Україні, у Великомихайлівській селищній громаді Роздільнянського району Одеської області. Населення становить 2091 осіб.
До 17 липня 2020 року було підпорядковане Великомихайлівському району, який був ліквідований.

## Історія
Під час Голодомору 1932—1933 років померло щонайменше 32 жителі міста.
17 травня 1963 року с. Тростянець Другий (разом з х. Тростянецький) та с. Анастасіївка об'єднані та/або включені в смугу с. Новопетрівка.

## Населення

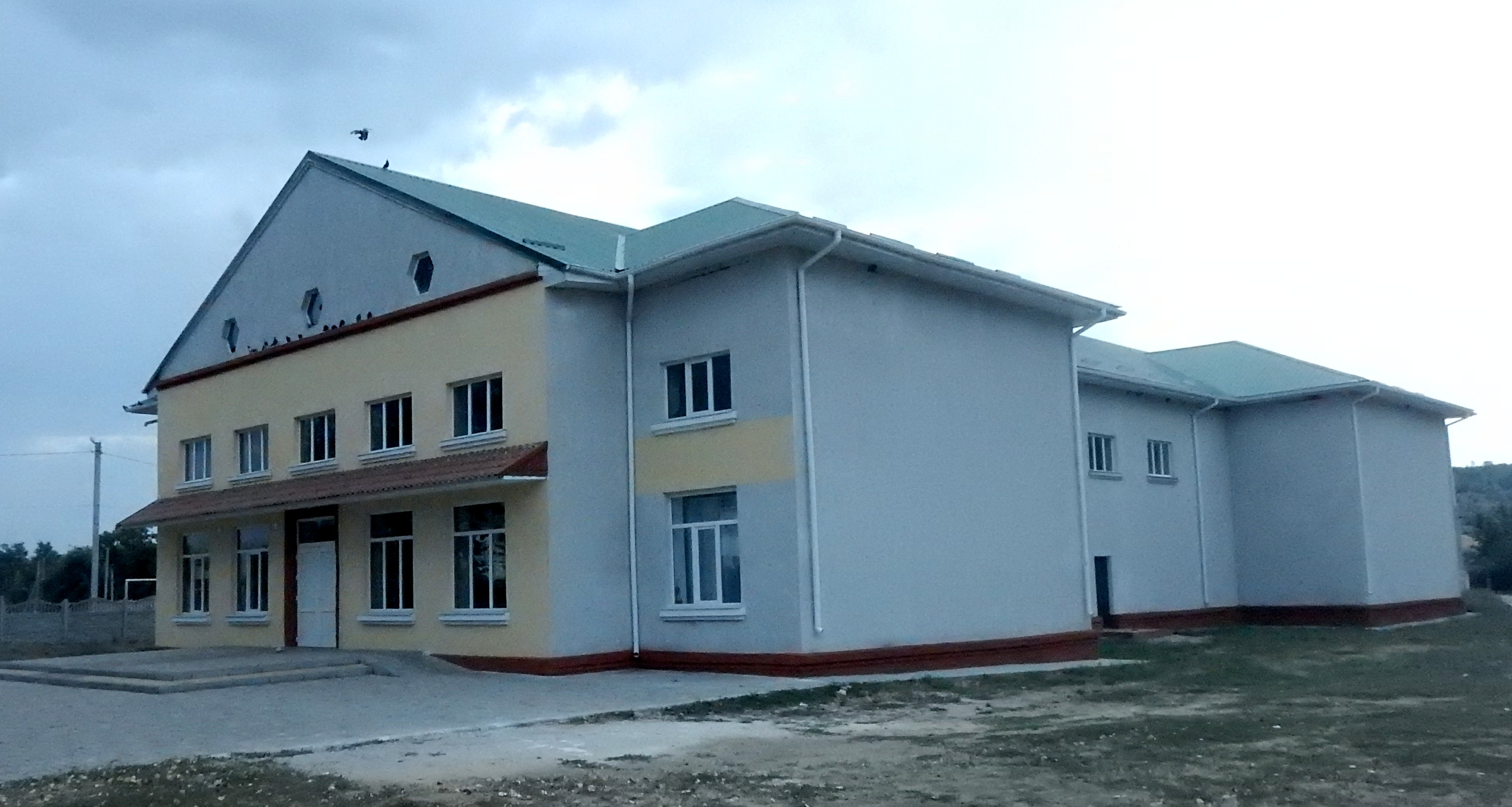
Будинок культури у селі

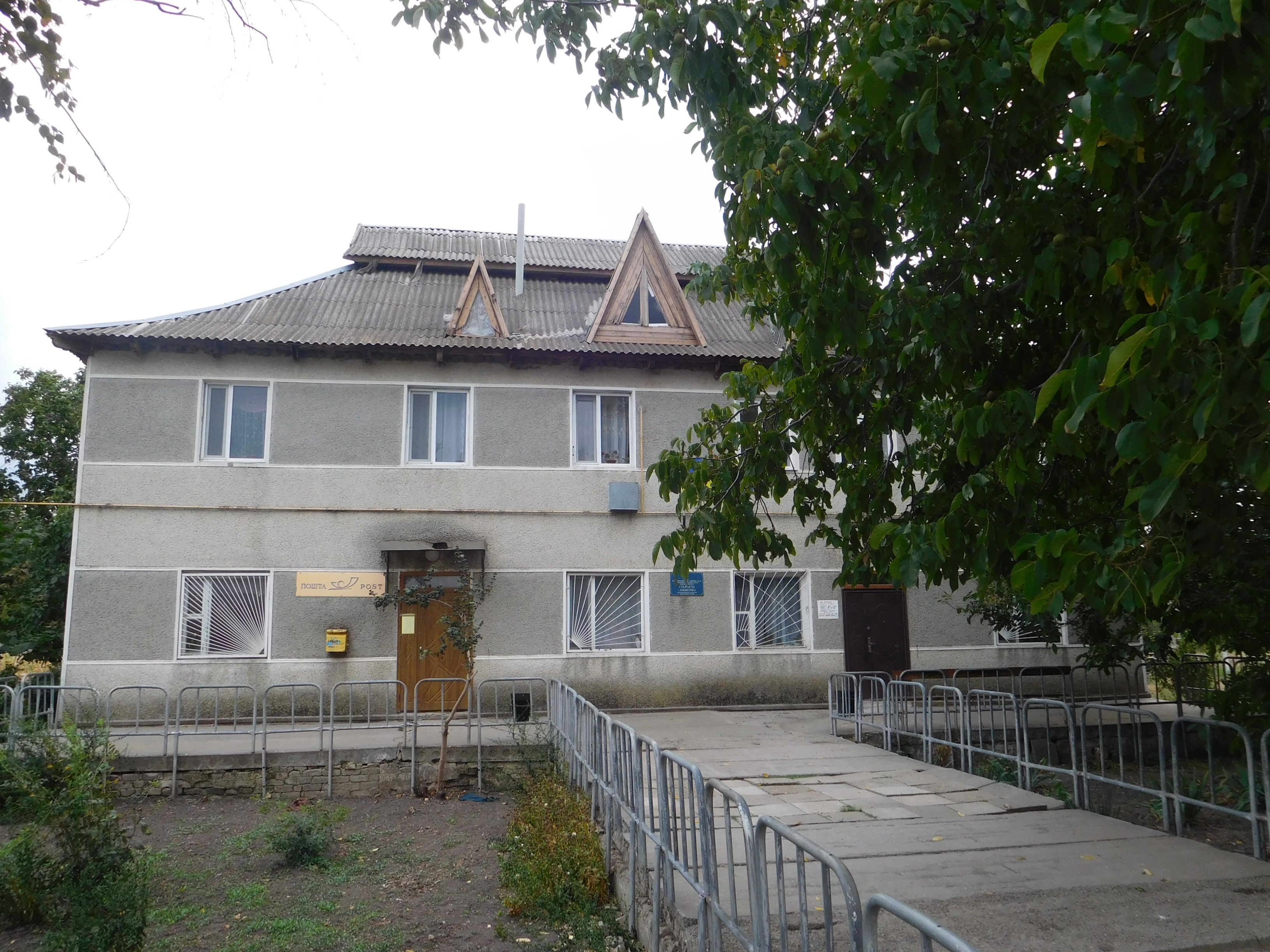
Будівля старостату села, і поштове відділення

Згідно з переписом 1989 року населення села становило 1990 осіб, з яких 889 чоловіків та 1101 жінка.
За переписом населення 2001 року в селі мешкали 2083 особи.

### Мова
Розподіл населення за рідною мовою за даними перепису 2001 року:
| Мова       | Відсоток |
| ---------- | -------- |
| українська | 94,84 %  |
| російська  | 3,68 %   |
| молдовська | 1,05 %   |
| болгарська | 0,24 %   |
| вірменська | 0,1 %    |
| гагаузька  | 0,1 %    |

## Церкви

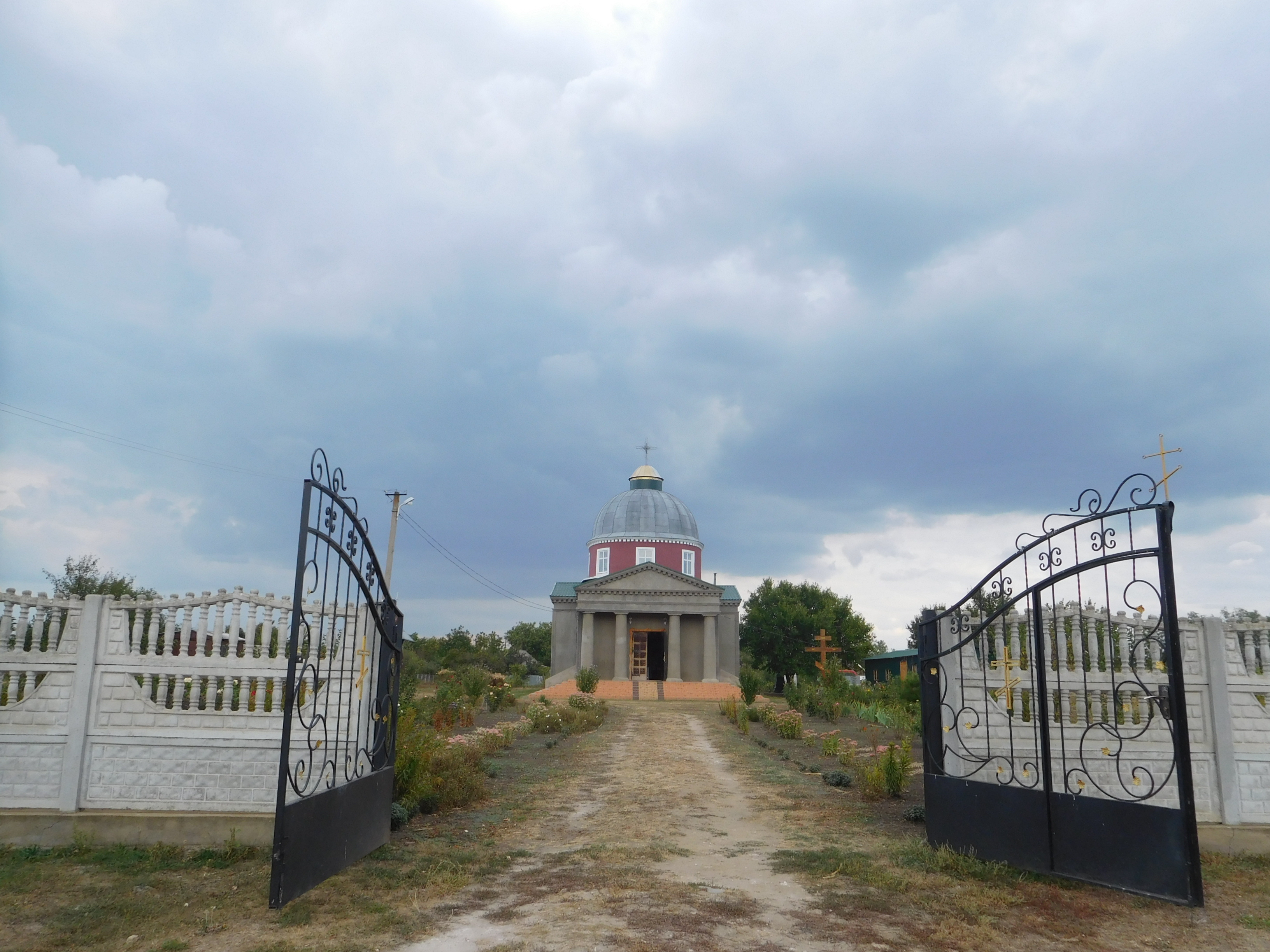
Храм Святої Преподобної Мучениці Анастасії Римлянки

Храм Вознесіння Господнього — споруджено 1825 року, пам'ятка архітектури та містобудування загальнодержавного значення.
Храм Святої Преподобної Мучениці Анастасії Римлянки — споруджено 1896 року, 1991 року реставровано.

## Відомі мешканці

### Народились
- Валєєв Анатолій Казанфірович — український будівельник. Генеральний директор ТОВ «Фінансова компанія „Телець-Капітал“» (м. Миколаїв). Почесний президент муніципального футбольного клубу «Миколаїв». Член («академік») ГО «Українська академія наук національного прогресу», заслужений будівельник України.